# Ardoises d'Hunsrück
Les ardoises d'Hunsrück (en allemand : Hunsrückschiefer, en anglais : Hunsrück Slate) sont une formation géologique de type Lagerstätte, datant du Dévonien, et célèbre pour son exceptionnelle préservation d'une faune fossile très diverse.
Les différentes localités fossilifères sont des carrières qui sont pour la plupart situées au sud de la rivière Moselle et à l'ouest du Rhin, à l'ouest de l'Allemagne. La faune d'Hunsrück Slate est souvent dénommée "fossiles de Bundenbach", du nom de la commune allemande du même nom. Hunsrück Slate est classé comme un Konservat Lagerstätte car beaucoup de fossiles présentent une préservation de tissus mous.
Le gisement d'Hunsrück Slate est également célèbre car il a livré des fossiles d'un anomalocaride (Schinderhannes bartelsi) et d'un marrellomorphe (Mimetaster hexagonalis) ; ces deux groupes étaient auparavant connus uniquement au Cambrien.

## Préservation ettaphonomie
Les sédiments se sont déposés durant le Praguien supérieur et le début de l'Emsien, deux étages du Dévonien, datant d'il y a environ 405 millions d'années. Hunsrück Slate est le seul Lagerstätte du Dévonien contenant des fossiles dont les tissus mous se sont conservés. Les fossiles sont, dans de nombreux cas, recouverts d'une couche de pyrite. La fossilisation des tissus mous requiert en temps normal un enfouissement rapide dans un fond anoxique (avec peu ou pas d'oxygène) où la décomposition des matières organiques est significativement ralentie. La pyritisation observée dans le cas des fossiles de Bundenbach a facilité la préservation et donné une beauté inhérente aux fossiles.
La pyritisation est rare dans les archives fossiles, et il est admis qu'elle ne requiert pas qu'un enfouissement rapide, mais également un enfouissement dans un sédiment pauvre en matière organique mais riche en soufre et en fer.
Une telle pyritisation est courante dans les dépôts fossilifères du Cambrien inférieur des schistes de Maotianshan (de Chengjiang, en Chine), le plus vieux Konservat-Lagerstätten du Cambrien.
Les meilleurs sites de préservation exceptionnelle sont situés sur les communes de Bundenbach et Gemünden. Les ardoisières d'Hunsrück étaient largement exploitées, principalement pour couvrir les toits, à partir de petites carrières dont plus de 600 sont connues. Aujourd'hui, une seule carrière est encore ouverte dans la région fossilifère principale de Bundenbach. Certaines zones des ardoises d'Hunsrück livrent des fossiles qui ne sont ni biens préservés, ni pyritisés, ce qui indique qu'il existait également des environnements d'eau peu profonde et oxygénée dans la région.

## Diversité de la faune
Plus de 260 espèces animales d'Hunsrück Slate ont été décrites. Les dépôts apparaissent dans une bande de quelque 15 km de large sur 150 km de long qui s'étend du nord-ouest au sud-est. Dans les bassins de dépôt principaux de Kaub, Bundenbach et Gemünden, des échinodermes sont concentrés au sud-ouest de Bundenbach, avec des brachiopodes dominant au nord-est. La présence de coraux et de trilobites aux yeux développés et la rareté de fossiles de plantes du bassin central suggèrent un environnement d'eau peu profonde. Les autres animaux incluent également des éponges, des coraux, des brachiopodes, des céphalopodes, des cnidaires, des gastéropodes et des traces fossiles de vers. Les trilobites et les échinodermes sont relativement abondants dans certains horizons. Les crinoïdes et les étoiles de mer sont les échinodermes les plus abondants, même si les holothuries (concombres de mer) sont également représentés. Plus de 60 espèces de crinoïdes d'Hunsrück ont été décrites. Des placodermes (poissons cuirassés comme Lunaspis) et des agnathes ont également été découverts.